# Politica demografică a regimului Ceaușescu

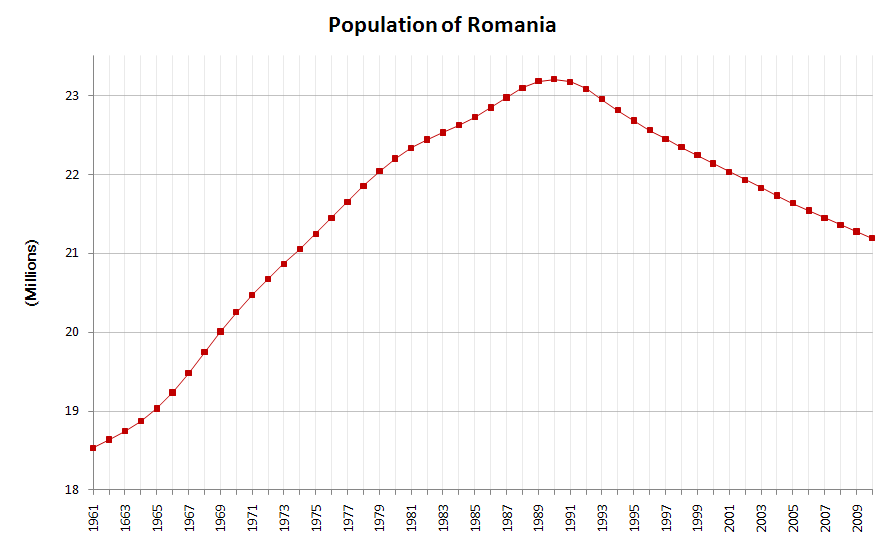
Evoluția demografică în perioada 1961 - 2006

Politica demografică a regimului Ceaușescu a avut la bază Decretul nr. 770 din 1 octombrie 1966, care interzicea întreruperea de sarcină și care viza creșterea accelerată a populației.
Prin acest act normativ, Ceaușescu a pus bazele a ceea ce avea să constituie unul dintre cele mai represive și dure regimuri pronataliste din istorie.
Faptul că nu s-au luat în considerare efectele pe termen mediu sau lung a condus la considerarea acestuia ca un mod abuziv prin care statul totalitar leza libertatea persoanei.
Unul dintre efectele negative l-a constituit apariția a numeroase centre de instituționalizare a copiilor cu probleme și care, prin indiferența regimului, au devenit adevărate lagăre de exterminare, în care regimul comunist căuta să ascundă și să suprime indivizii considerați o povară socială.

## Contextul social-politic
Pe 2 august 1966 a avut loc o ședință a Comitetului Executiv al CC al PCR care a dezbătut un studiu demografic redactat de o comisie condusă de ministrul Sănătății, Voinea Marinescu. Alexandru Drăghici susținea ideea că Decretul nr. 463 din 30 septembrie 1957, aflat în vigoare și care legaliza avortul la cerere, încurajează libertinajul și se opune valorilor tradiționale ale familiei.
Pentru stimularea creșterii natalității se propune mărirea numărului de locuri în creșe. Nicolae Ceaușescu este mai radical, afirmând că legea respectivă promovează prostituția și rata ridicată a divorțurilor.
Astfel, în 1965 numărul de avorturi provocate ajunsese la valoarea 1.115.000, dublu față de 1959, printre cauze situându-se, conform studiului demografic, carențele educației sexuale și insuficiența mijloacelor anticoncepționale.

## Decretul nr. 770/1966
Urmează o perioadă de epurare politică, în care este blocată ascensiunea celor cu divorț sau cu relații imorale la activ. Sunt promovate filmele, piesele de teatru și operele de artă care să realizeze educarea cetățenilor în spiritul familiei cu mai mulți copii. De altfel, Ceaușescu provenea dintr-o familie cu 10 copii și aducea acest argument oricăror obiecții ale celor care susțineau familia modernă.
Decretul nr. 770, promulgat la 2 octombrie 1966 sub semnătura lui Chivu Stoica, interzicea efectuarea avortului, cu excepția următoarelor cazuri:
- sarcina pune viața femeii într-o stare de pericol care nu poate fi înlăturat printr-un alt mijloc;
- unul din părinți suferă de o boală gravă, care se transmite ereditar, sau care determina malformații congenitale grave;
- femeia însărcinată prezintă invalidități grave fizice, psihice sau senzoriale;
- femeia este în vârstă de peste 45 de ani;
- femeia a născut patru copii și îi are în îngrijire;
- sarcina este urmarea unui viol sau a unui incest.

Politica de control al natalității a atins un nivel aberant în anii '80, când se ajunsese la controlul ginecologic periodic obligatoriu al femeilor și la impunerea unei taxe de celibat pentru persoanele necăsătorite.

## Efecte
În 1967, rata fertilității a devenit dublă față de anul precedent, dar efectul nu a durat mult timp, căci în 1973 rata fertilității a revenit la nivelul mediu de 2,4 copii născuți de o femeie. Această scădere în timp a efectului s-a datorat numărului mare de avorturi efectuate clandestin. Deoarece acestea erau efectuate în condiții medicale precare, s-a înregistrat un număr foarte mare de decese.
Astfel, pentru perioada 1966 - 1989 s-a avansat cifra de 9.452 de femei decedate. Numărul exact nu poate fi aflat deoarece politica de propagandă a regimului comunist a impus consemnarea în registrele medicale a multor astfel de cazuri ca blocaj renal sau "septicemie".
Un alt efect negativ (la fel ținut sub tăcere de mass-media comunistă) a fost existența miilor de copii nedoriți și abandonați în orfelinate.
Un exemplu elocvent îl constituie Centru de Recuperare și Reabilitare pentru Persoane cu Handicap de la Cighid, comparat cu un lagăr de concentrare pentru condițiile inumane de cazare și întreținere a copiilor internați aici.
La aceasta se adaugă răspândirea dramatică a cazurilor de SIDA, datorată în special ignorării de către regim a acestei probleme (considerată specifică capitalismului), ceea ce a condus la utilizarea (în special în orfelinate) a seringilor nesterilizate și a efectuării de transfuzii fără verificarea sângelui folosit.
Publicizarea realităților din orfelinate după 1990 a dus la crearea unui șoc în rândul românilor, conducând la pierderea încrederii în societatea românească și în oamenii înșiși.
Explozia demografică a condus la dezechilibrarea distribuției de vârstă a populației. Generațiile numeroase de "decreței" (cum erau numiți ironic copiii născuți în acea perioadă) au necesitat costuri suplimentare pentru creștere, educație, asistență medicală și formare profesională,.
Imediat după declanșarea Revoluției din decembrie 1989, Decretul nr. 770/1966 a fost abrogat prin Decretul-Lege nr. 1 din 26 decembrie 1989.
Liberalizarea avortului a avut efecte imediate:
Dacă în perioada 1988 - 1989 revenea un avort la o naștere vie, în anii 1990 - 1992 se înregistrează 2,4 avorturi la o naștere vie, una dintre cele mai ridicate rate din lume.

## Reflectarea în film
- Ilustrate cu flori de câmp;
- 4 luni, 3 săptămâni și 2 zile;
- Amintiri din Epoca de Aur.